# Svartå slott
Svartå slott (finska: Mustion linna) är en slottslik herrgårdsbyggnad i Svartå, Raseborgs stad, Finland. Herrgården är en del av Svartå bruk och uppfördes 1783–1792 efter ritningar av Christian Friedrich Schröder och Erik Palmstedt. Herrgården är byggd helt i trä och har från början haft dubbla fönsterglas, de första i sitt slag i Finland.
Byggnaden representerar övergångsperioden mellan rokoko och nyklassicism, medan den fasta inredningen är gustaviansk. Den är omgiven av en över 100 år gammal park i engelsk stil. I byggnaden verkar en högklassig restaurang och i delar av byggnaden arrangeras diverse konferenser och tillställningar. Bland annat den årliga antikmässan på sommaren har rönt stort intresse även utanför landets gränser.